# Naturgebiet Chaltén-Gebirgskette
Das Naturgebiet Chaltén-Gebirgskette (Spanisch: Sitio Natural Cordillera del Chaltén) ist ein Naturgebiet, das zum Nationalpark Bernardo O’Higgins in der Region von Magallanes und Chilenische Antarktis in Chile gehört. Er liegt zwischen der Grenze, die durch den Schiedsspruch von 1994 und Abschnitt B des Abkommens von 1998 zwischen Argentinien und Chile festgelegt wurde. Es hat eine Fläche von 768 Hektar.
Es befindet sich zwischen dem Fitz Roy und dem Cerro Torre und umfasst den nördlichen Teil des Beckens des Torre-Gletschers.

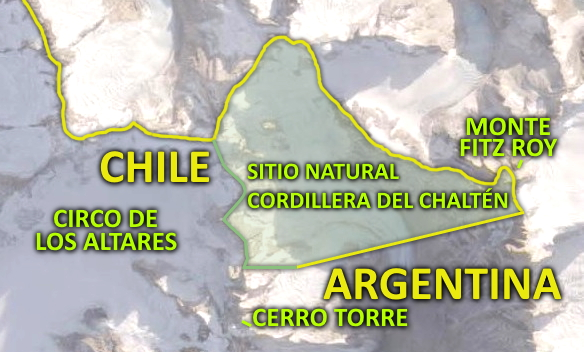
Satellitenkarte des Schutzgebietes

Innerhalb des Schutzgebiets liegen die Berge Fitz Roy (3406 Meter über dem Meeresspiegel), Pollone, Piergiorgio sowie Standhardt, Desmochada, Aguja Silla, Aguja Bífida, Aguja Cuatro Dedos, Aguja CAT, Punta Anna, Punta Mujer sowie ein Teil des Fitz-Roy-Nordgletschers.

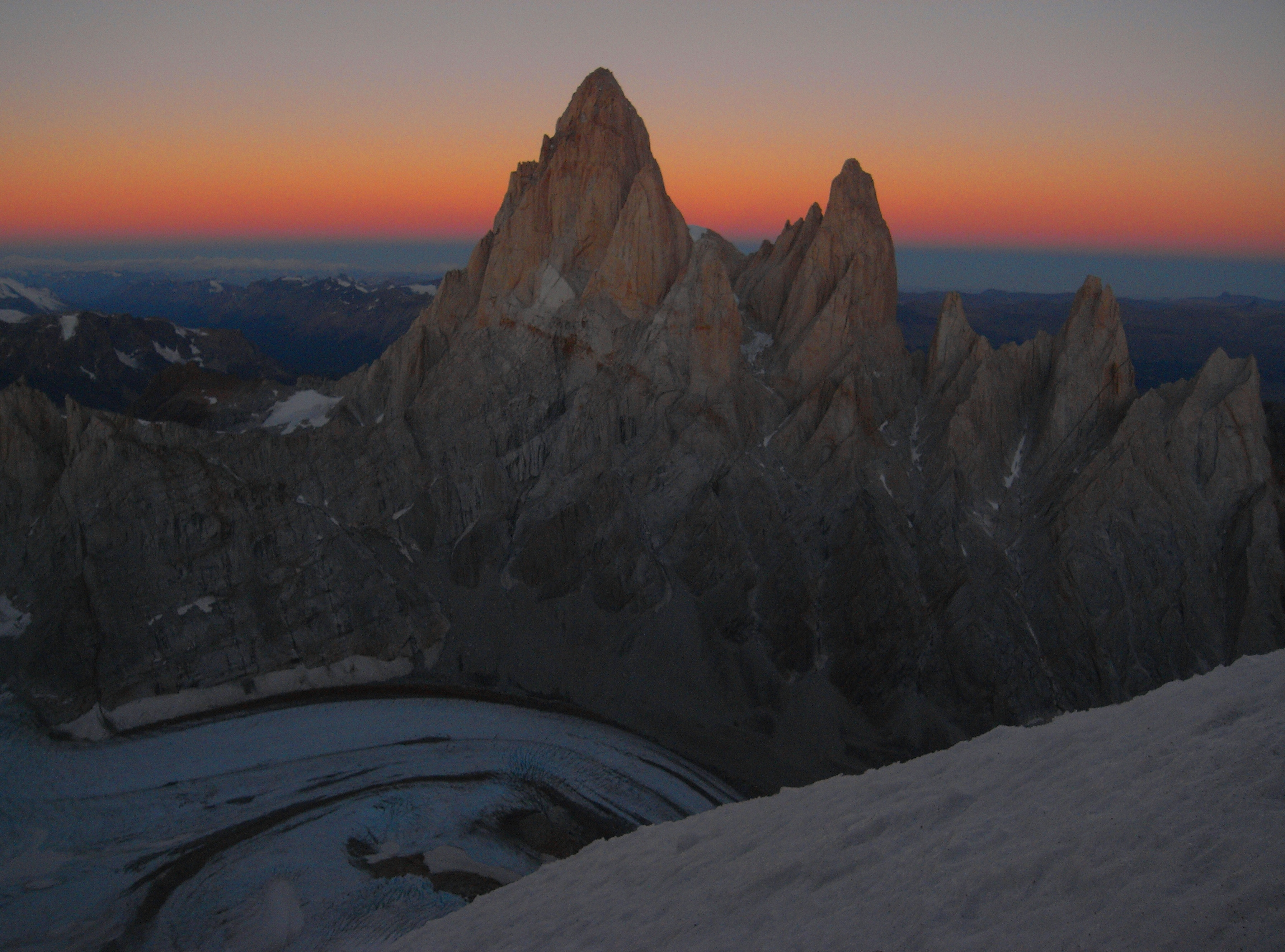
Sonnenuntergang im Naturgebiet Chaltén-Gebirgskette, Chile.

Das Naturschutzgebiet wurde durch den Beschluss Nr. 74 vom 27. Februar 2014 von der Nationale Forstgesellschaft geschaffen.